# Armand de Perceval

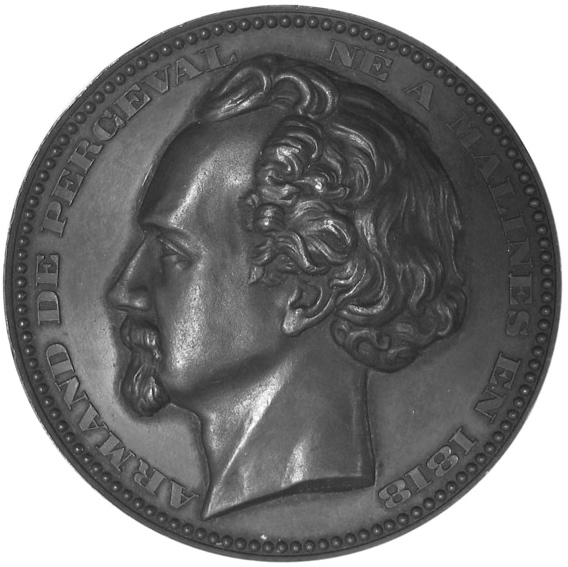
Gedenkmunt ter ere van Armand de Perceval

Armand Hubert Joseph Antoine de Perceval (Mechelen, 28 oktober 1818 - na september 1869) was een Belgisch politicus voor de Liberale Partij.

## Levensloop
Zoon van Jean de Perceval en van Antoinette van den Nieuwenhuysen, bleef hij vrijgezel. Hij studeerde aan het Kleinseminarie van Mechelen en bij de jezuïeten in Namen.
Armand de Perceval, erfgenaam van een zeer groot fortuin (waaronder het Kasteel Lindenhof en het Perceval-hotel) en van een familiekring die de politiek in Mechelen domineerde, werd snel een lokale notabel. Hij werd verkozen tot gemeenteraadslid in 1839 en was luitenant van de Burgerwacht van Mechelen.
In tegenstelling tot zijn unionistische vader was Armand de Perceval een radicale liberaal. Vanaf 1839 was hij lid van de liberale vrijmetselaarsloge La Parfaite Intelligence et L'Etoile réunis en werd vooral geïnspireerd door de ideeën van Pierre-Joseph Proudhon en Charles Fourier. Aanvankelijk was hij bediende bij de provinciale administratie in Antwerpen en daarna was hij van 1841 tot 1845 directeur van de Journal de Malines, dat onder zijn leiding in 1843 een liberaal orgaan werd. Van 1845 tot 1848 was hij vervolgens ambassadesecretaris in Parijs.
Van 1848 tot 1857 zetelde hij voor het arrondissement Mechelen in de Kamer van volksvertegenwoordigers. Daarna was hij van januari tot november 1858 volksvertegenwoordiger voor het arrondissement Brussel. Ter herinnering aan zijn eerste verkiezing in 1848 werd een gedenkpenning geslagen. Als Kamerlid groeide hij uit tot een van de leiders van de progressieve liberalen. De Perceval was een vurige pleitbezorger voor de verbetering van de Belgische werkende klasse. Dankzij zijn uitgesproken discours aangaande dit onderwerp werd hij door de Belgische arbeiders op handen gedragen, die onder andere een manifestatie organiseerden ter ere van zijn persoon. Ook toonde hij geregeld belangstelling voor de eisen van de Vlaamse Beweging. Hij ondersteunde petities voor de vernederlandsing van het middelbaar onderwijs, was een voorstander van het benoemen van Nederlandstalige belastingontvangers in Vlaanderen en streefde naar het subsidiëren van Vlaamse literaire verenigingen.
Ook was hij van 1854 tot 1858 gemeenteraadslid van Mechelen en van 1854 tot 1857 medewerker aan het tijdschrift La Crédit à bon marché. Ook was hij voorzitter van de Brusselse vereniging Vlamingen Vooruit en secretaris en voorzitter van het Instituut voor Schone Kunsten in Mechelen.
Eind 1858 kwam er een einde aan zijn veelbelovende politieke loopbaan, na een campagne van de katholieke pers tegen zijn seksuele geaardheid. Hij trok naar Parijs en werkte daar aan verschillende tijdschriften mee, zo was hij vanaf 1866 medewerker aan L'International. Voor het laatst werd van hem gehoord in september 1869.